# Sigel, Quận Wood, Wisconsin
Sigel là một thị trấn thuộc quận Wood, tiểu bang Wisconsin, Hoa Kỳ. Năm 2010, dân số của thị trấn này là 1.034 người.